# Vendredi, c'est Julie
Pour les articles homonymes, voir Vendredi (homonymie).
Vendredi, c'est Julie était une émission-débat présenté par la présentatrice québécoise Julie Snyder du 3 mars 2000 au 22 décembre 2000 en access prime-time. 
Chaque vendredi à 18 h 50, deux personnalités se succédaient à tour de rôle devant le bureau de Julie, pour se soumettre à son interview. Pleine d'audace voire considérée comme un peu folle tant ces manières étaient hors-normes, Julie Snyder se fait connaître du public français en trois mois et apporte un nouveau souffle à France 2 avec son succès.
Devant ce succès, France 2 décide de changer sa programmation et choisit de diffuser l'émission-débat allégée d'une interview sur le même créneau horaire (19h15) mais de manière quotidienne, en déclinant le nom de l'émission selon le jour de la semaine. Les téléspectateurs n'ont cependant pas suivi puisque l'audience s'érode de manière significative au cours des premières semaines. D'un commun accord entre Julie Snyder et France 2, la déprogrammation de l'émission a lieu. La dernière émission fut diffusée le 22 décembre 2000.
Certains imputent[réf. nécessaire] l'échec de l'émission-débat à la présentatrice et à sa désinvolture qui aurait mis mal à l'aise certains téléspectateurs tandis que d'autres pensent que c'est l'accent québécois très prononcé qui aurait entrainé leur lassitude. Cependant pour beaucoup la cause de l'échec n'est pas à chercher dans l'émission jugée de qualité par bon nombre, mais à son usure due au format qui n'était pas fait pour être diffusé quotidiennement.